# Renseignements téléphoniques

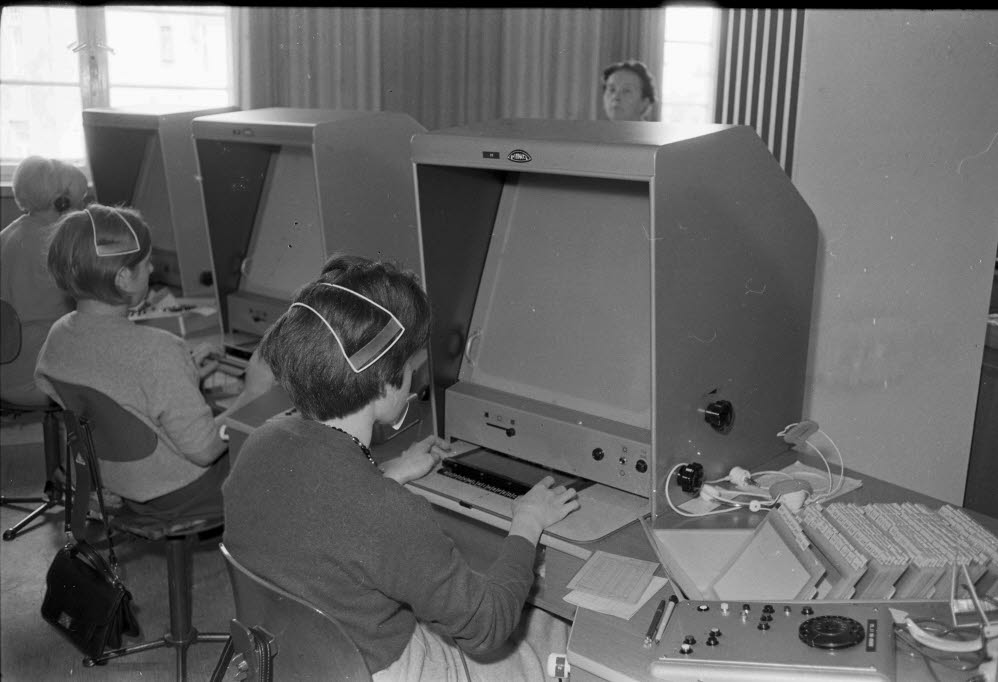
Le Fernsprechamt Kiel était le bureau des télécommunications de la ville de Kiel, en Allemagne.

Les renseignements téléphoniques (appelés assistance annuaire en Amérique du Nord) sont un service de renseignements permettant de retrouver un numéro de téléphone à partir d'un nom ou d'une adresse. Confronté aux évolutions technologiques, le secteur subit une forte diminution de la demande avec le développement de la téléphonie mobile et de l'économie numérique.

## Évolution par pays ou zone géographique

### En France
À l'origine, les renseignements téléphoniques ont été mis en place par l'État et le service était fourni par les opérateurs de télécommunications.

#### Origine
Initialement et pendant très longtemps, les renseignements téléphoniques étaient fournis par les demoiselles du téléphone des PTT. Dans les années 1920, les premiers centraux téléphoniques automatiques sont mis en service, il ne suffit donc plus de décrocher le combiné, encore faut-il connaître le numéro de son correspondant. Depuis 1921 en Suisse en composant le 11, et 1938 en France en composant le 12, une opératrice donne le numéro recherché à partir du nom de l'usager. Ces informations sont fournies à partir des annuaires édités par la Direction des Postes et Télégraphes.
En Allemagne, le service de renseignements téléphoniques est lancé en 1939 sur le numéro 118.
Au début des années 1970, avec la mise en place des centraux électroniques, les opérateurs et opératrices sont alors exclusivement chargés de répondre aux demandes de renseignements ou aux réclamations, la mise en relation des correspondants étant désormais automatique.
En 1980, un premier essai d'annuaire électronique est réalisé à Saint-Malo et Rennes. Mais c'est en 1983 qu'une véritable révolution fait jour avec l'apparition du Minitel. Le 11 est alors utilisé pour accéder au service de renseignements du minitel, tandis que le 12 reste attribué au service des renseignements par l'intermédiaire d'un opérateur. Dans le même temps, le service d'annuaire permet à l'usager d'adjoindre des informations complémentaires, tels que le nom du conjoint ou la profession. Les trois premières minutes de recherche sur le minitel sont gratuites. En 1986, on dénombre plus de 7 millions d'heures passées sur l'annuaire électronique, chiffre qui atteint les 16 millions dix ans plus tard.
Le 11 devient 3611, lors du passage à la numérotation à 10 chiffres le 18 octobre 1996 à 23H00. 
En 1998, France Télécom lance un service d'annuaire inversé accessible par le 3615 quidonc.
En 2003, l'ART se penche sur l'ouverture à la concurrence du marché des renseignements téléphoniques. À cette date, on dénombre déjà plusieurs concurrents du 11 et du 12 de France Télécom :
- 3200 de Scoot, lancé en 2001
- 3211 de Fonecta, lancé en 2002
- 3212 de France Télécom, pour les renseignements internationaux
- 222 de pour les abonnés au réseau mobile de SFR
- 612 de pour les abonnés au réseau mobile de Bouygues Telecom
- 712 de pour les abonnés au réseau mobile d'Orange

À noter que le 3912, lancé en 2005, fut le seul service créé après la réflexion de l'ART et avant l'apparition des 118.

#### Libéralisation du service
En 1997, l'ECTRA (European Committee for Telecommunications Regulatory Affairs) recommande aux états membres de l'Union européenne l'ouverture à la concurrence des services de renseignements téléphoniques à partir d'un même préfixe téléphonique : le 118.
Dès 2002, les fournisseurs de renseignements téléphoniques, arguant d'une trop grande notoriété historique du 12 de France Télécom, demandent à l'autorité de régulation d'étudier l'abandon de ce numéro. En outre, le 25 juin 2004, une décision du Conseil d'État enjoint à l'ART d'indiquer dans un délai de six mois les conditions de suppression du 12 et d'harmonisation des numéros d'accès aux services de renseignements, qui étaient alors de deux, trois ou quatre chiffres. Ils soulignent que depuis 1997 et la recommandation de l'ECTRA de nombreux pays, comme l'Espagne, la Grande-Bretagne ou l'Allemagne, utilisent des séries de numéros à 5 ou 6 chiffres commençant par 118.
Le 4 février 2005, l'ART détermine les conditions de mise en place des nouveaux services de renseignements, avec un numéro à 6 chiffres commençant par 118. La série 1181XX est réservée par l'autorité, pour éviter de donner une faveur au trop beau numéro 118118 qu'elle ne peut mettre aux enchères. Il est fait obligation pour les candidats d'offrir au minimum le service universel de renseignements téléphoniques, soit la base de données des abonnés nationaux, fixes ou mobiles, VoIP et numéros spéciaux gratuits ou payants.
Le 6 juillet 2005, l'ARCEP (anciennement ART) publie la liste des 56 numéros attribués par tirage au sort à 27 candidats,.
Le 2 novembre 2005, les nouveaux numéros 118 sont opérationnels, les anciens, dont le 12, étant temporairement reroutés vers les nouveaux services. Le 3 avril 2006, les anciens numéros ne sont plus opérationnels et diffusent un simple message vocal informatif sur les numéros d'appel d'urgence et la mise en place des nouveaux numéros 118. Le 3 avril 2007, ces anciens numéros ont été complètement désactivés.
Le 17 septembre 2007, l'UFC - Que choisir dénonce la mise en place des renseignements en 118 et parle d'un vrai fiasco !, l'association dénonce une mauvaise qualité de service, des prix très élevés et en constante augmentation, l'opacité tarifaire, l'association parle même d'arnaque et recommande aux consommateurs de se tourner vers le 12 (c'est-à-dire le 118 711).
En 2007 les pompiers de Suisse romande se sont également plaint du fait que les clips publicitaires autour des numéros commençant par 118 ont traversé la frontière franco-suisse. Or, en Suisse, le 118 est le numéro des pompiers, ce qui a mené à une croissance des appels erronés sur les centrales d'alarmes suisses. Un groupe de pompiers genevois a lancé son propre clip publicitaire, le 118 Projec't, pour contrer cet effet,.
En 2008, le magazine Le Particulier à l'occasion d'un dossier remarque que « La libéralisation du marché de la téléphonie fixe a complexifié la recherche de numéro d'un abonné. »

#### L'évolution des opérateurs
Sur un marché devenu très concurrentiel et dont les opérateurs ont dû débourser des millions d'euros en communication pour faire connaître leur numéro, certains d'entre eux ont rapidement disparu. Free fut le premier opérateur à proposer les renseignements téléphoniques gratuitement depuis le 1er avril 2006, sous réserve de ne pas consommer de services payants, et d'appeler depuis les bons opérateurs. Pourtant, depuis le 27 octobre 2006, le service de Free a fermé - sur initiative de l'opérateur lui-même et non sur décision judiciaire - à la suite d'un procès intenté par la société ALLO BOTTIN dont il fait l'objet pour publicité mensongère et rend volontairement l'ensemble des numéros de téléphone à l'ARCEP qui rend la décision n° 06-1221 du 30 novembre 2006 abrogeant les attributions de ressources en numérotation à la société Free à sa demande. Le 26 septembre 2006, la société 118 400 SURT dépose son bilan. Parallèlement, deux nouveaux numéros ont ouvert courant décembre 2006, le 118 739 et le 118 787.
Début 2014, le nombre d'acteurs s'était encore resserré, l'essentiel du marché étant réparti entre quatre acteurs, le 118 218 détenant la plus grande part de marché, suivi par le 118 712.
Les 118 se sont également tournés à la demande de leur clientèle vers des services online gratuits et ont lancé des sites web et des applications mobiles gratuites, ex : www.118712.fr, www.118218.fr, www.118000.fr, www.118001.fr et pagesjaunes.fr.

#### Les numéros ouverts au 2 janvier 2015
Depuis 2006, beaucoup de services ont disparu.
| Numéro  | Société opératrice   | Annuaire résidentiel | Annuaire professionnel | Annuaire international | Annuaire inversé | Mise en relation |
| ------- | -------------------- | -------------------- | ---------------------- | ---------------------- | ---------------- | ---------------- |
| 118 000 | 118 000 SAS          | oui                  | oui                    | oui                    | oui              | oui              |
| 118 001 | 118 001              | oui                  | oui                    | oui                    | oui              | oui              |
| 118 007 | Allo Bottin          |                      |                        |                        |                  |                  |
| 118 008 | PagesJaunes          | oui                  | oui                    |                        |                  |                  |
| 118 012 | L'Annuaire Universel |                      |                        |                        |                  |                  |
| 118 018 | Telenet Hosting      |                      |                        |                        |                  |                  |
| 118 050 | Conduit              |                      |                        |                        |                  |                  |
| 118 075 | Le Numéro            |                      |                        |                        |                  |                  |
| 118 218 | Le Numéro            | oui                  | oui                    | oui                    | oui              | oui              |
| 118 220 | Le Numéro            |                      |                        |                        |                  |                  |
| 118 222 | 118 Teledis          |                      |                        |                        |                  |                  |
| 118 247 | Telegate France      |                      |                        |                        |                  |                  |
| 118 300 | Telemedia            |                      |                        |                        |                  |                  |
| 118 318 | Le Numéro            |                      |                        |                        |                  |                  |
| 118 321 | Telegate             |                      |                        |                        |                  |                  |
| 118 333 | NRJ Mobile           |                      |                        |                        |                  |                  |
| 118 421 | Pictures on Line     |                      |                        |                        |                  |                  |
| 118 444 | PCCI                 |                      |                        |                        |                  |                  |
| 118 500 | Conduit              |                      |                        |                        |                  |                  |
| 118 515 | Buddy Media          | oui                  | oui                    | oui                    | oui              | oui              |
| 118 612 | Allo Bottin          |                      |                        |                        |                  |                  |
| 118 710 | France Télécom       |                      |                        |                        |                  |                  |
| 118 711 | France Télécom       |                      |                        |                        |                  |                  |
| 118 712 | Orange               | oui                  | oui                    |                        | oui              | oui              |
| 118 713 | Le Numéro            |                      |                        |                        |                  |                  |
| 118 739 | JPB Group            |                      |                        |                        |                  |                  |
| 118 777 | SFR                  |                      |                        |                        |                  |                  |
| 118 787 | JPB Group            |                      |                        |                        |                  |                  |
| 118 810 | France Télécom       |                      |                        |                        |                  |                  |
| 118 811 | Pictures on line     |                      |                        |                        |                  |                  |
| 118 818 | Free                 |                      |                        |                        |                  |                  |
| 118 833 | 11833 Telecom gmbh   |                      |                        |                        |                  |                  |
| 118 999 | Allo Bottin          |                      |                        |                        |                  |                  |

#### Les numéros (services) restants en 2017
En novembre 2017, il reste 8 numéros.

#### Évolution et bilan
En 2006, la fin du monopole avait entraîné une chute de 30 % de renseignements en trois mois, « La profusion des services de renseignements téléphoniques en 118 (28 numéros) a semble-t-il découragé les consommateurs. » Des associations remarquent des tarifs opaques et globalement plus élevés que le 12.
En 2007, Que choisir publie un article comparatif dans lequel il informe que « Depuis leur lancement en novembre 2005, le tarif des appels vers les numéros en 118 a explosé, surtout lorsque l'on appelle d'un portable. La preuve par le test. » et « Il est loin le temps où les successeurs du 12 promettaient que leurs tarifs resteraient raisonnables. Moins de 2 ans après leur lancement, ces derniers ont flambé. » Dans un autre article intitulé « Ouverture à la concurrence du service de renseignement téléphonique, Un vrai fiasco ! » il résume l'état du marché.
Fin 2007, on constate que le trafic téléphonique de demande de renseignements est plus faible que  celui qui existait avant la mise en place des 118. Une partie de la clientèle s'est tournée vers les services gratuits disponibles sur internet.
En 2014, des millions d'utilisateurs ont choisi d'utiliser ces services gratuits et délaissent peu à peu les renseignements (40 M d'appels en tout en 2013).
Le marché des renseignements est passé de 214 millions d’appels le jour de la mort du numéro 12, à 28 millions d'appels en 2016. L'association Que choisir explique qu’en 10 ans, les revenus générés par ces appels ont été divisés par deux, baissant de 223 à 120 millions d'euros par an. Sur la même période, les numéros ont augmenté de 564 % leur tarif afin de compenser cette grande baisse.
| Pour des raisons techniques, il est temporairement impossible d'afficher le graphique qui aurait dû être présenté ici. | Pour des raisons techniques, il est temporairement impossible d'afficher le graphique qui aurait dû être présenté ici. |
| Source Arcep | |

### En Suisse

#### Dates clés
- 1880 : Installation des premiers centraux de commutation manuels et apparition du premier annuaire des abonnés téléphoniques (environ 140 connexions).
- 1890 : Introduction des numéros de téléphone. Précédemment, seul le nom de l’abonné était nécessaire pour obtenir une liaison téléphonique.
- 1921 : Entrée en service des renseignements téléphoniques avec le numéro 11[1].
- 1987 : Mise en service public commercial du Vidéotex
- 1997 : L'annuaire téléphonique électronique Teleguide remplace les annuaires téléphoniques papier dans les cabines téléphoniques publiques.
- 1998 : Libéralisation économique du marché des télécommunications

#### Libéralisation des télécommunications
Le domaine des télécommunications, services de renseignements compris, a fait partie du monopole de la Confédération jusque dans les années 1990.
Le 10 juin 1996, le Conseil Fédéral a proposé la libéralisation économique des télécommunications. La loi fédérale a été votée le 30 avril 1997 et est entrée en vigueur le 1er janvier 1998. Les Telecom PTT (Swisscom depuis 1997) ont ainsi perdu leur situation de monopole.  
Dès lors  l’OFCOM veille à l’application de la loi sur les télécommunications (LTC) et quiconque fournit un service de télécommunication doit s’y’annoncer.
À partir de janvier 2001, plusieurs fournisseurs de services de renseignements se sont vu attribuer par  l’OFCOM de nouveaux numéros courts à quatre chiffres  sous le format 18XY (XY étant les deux chiffres identifiant le fournisseur de services) afin de pouvoir concurrencer les services actuels du 111. Il s’agissait de la première étape vers l’ouverture de ce marché.
La transition a duré six ans, avant la libéralisation complète du marché des services de renseignements téléphoniques le 1er janvier 2007. Depuis, les informations peuvent être fournies uniquement par des numéros inscrits entre 1800 et 1899. Swisscom  a dû déconnecter son 111.

#### Fournisseurs  offrant des services de renseignements
Il y a 9 numéros de services de renseignements sur le marché qui commencent tous par le 18 :
| Numéro | Titulaire                                                  |
| ------ | ---------------------------------------------------------- |
| 1802   | Tele2 TelCommunication Services AG                         |
| 1811   | Swisscom (Schweiz) AG                                      |
| 1812   | Swisscom Information Gate AG (renseignements automatiques) |
| 1818   | Auskunft AG                                                |
| 1819   | Digicall SA                                                |
| 1850   | Conduit Europe SA                                          |
| 1899   | Sunrise Communications AG                                  |

#### L'évolution des opérateurs
L’apparition des annuaires téléphoniques gratuits sur Internet a provoqué une baisse constante de la demande. Les services de renseignements sont donc de moins en moins consultés. Selon les chiffres de  l’OFCOM ils ont diminué de moitié en 10 ans. 
La recrudescence de concurrence découlant de la libéralisation du marché laissait espérer une baisse des prix. Cependant, la diminution de la rentabilité a provoqué, au contraire, une augmentation des tarifs. En effet, plusieurs reportages et enquêtes (RSR, TA) ont révélé que Swisscom avait majoré ses prix d’environ 8 % et le 1818 de plus de 20 %.
Vu la conjoncture actuelle du marché des renseignements téléphoniques, les opérateurs se doivent d’évoluer en fonction des nouveaux besoins des utilisateurs. Ils offrent donc de plus en plus de service liés (par exemple transmission des données par sms). 

#### Lesannuaires téléphoniquesgratuits sur internet
Les annuaires téléphoniques sur internet sont le prolongement logique des services de renseignements. Plusieurs opérateurs ont donc leur propre site web.

##### Swisscom- 1811
Les annuaires Pagesblanches.ch et Pagesjaunes.ch sont publiés sous local.ch, une filiale de Swisscom Directories SA. Le site propose plusieurs alternatives pour chercher une adresse postale, un numéro de téléphone, une entreprise ou un produit. Il permet notamment d’afficher sur une carte les adresses trouvées et de calculer l’itinéraire entre deux adresses par route ou par train.

##### Digicall - 1819
La société Digicall propose un annuaire géré en ligne par les utilisateurs sous okikoo.com.  Parallèlement aux traditionnels renseignements (recherche de numéro itinéraire, etc.), Okikoo permet de modifier les données et de les enrichir par des mots-clés, texte, images et vidéo. De plus les évaluations et commentaires d’internautes permettent aux  utilisateurs recherchant un plombier, coiffeur, restaurant ou toute autre entreprise, de s’aider dans leur choix.

##### Auskunft - 1818
Le 1818 n’offre pas réellement un annuaire téléphonique en ligne sur son site www.1818.com mais l’utilisation d’une boite de recherche de local.ch sur leur site.

##### La poste
La poste n’a pas de numéro de renseignements téléphoniques. Par contre, elle administre son site d’annuaire téléphonique  sous l’adresse www.tel.search.ch. 

### En Amérique du Nord
Dans les pays membres du Plan de numérotation nord-américain, le service d'assistance annuaire local est obtenu en composant le 411. 
L'assistance annuaire sans frais pour les appels interurbains (hors-zone) est obtenue par le 1 + code régional désiré + 555-1212.
En 1999, la firme américaine AT&T a demandé l'abandon de l'assistance annuaire interurbaine sans frais.

### Au Royaume-Uni
- (en) Cutting through the 118 confusion
- (en) Mark Lawson, The Guardian, 19 mars 2005, Dial 0 for progress
- (en) Patrick Hosking, New Statesman, 6 septembre 2004, Adam Smith's invisible hand has dialled a wrong number: the market system fails to work for directory inquiries. We have high prices, inaccurate information and a confused public